# Salt-en-Donzy
Salt-en-Donzy é uma comuna francesa na região administrativa de Auvérnia-Ródano-Alpes, no departamento de Loire. Estende-se por uma área de 8,93 km². Em 2010 a comuna tinha 561 habitantes (densidade: 62,8 hab./km²).